# إير سفنكس
إير سفنكس هي شركة طيران مصرية، تعمل بنظام الطيران منخفض التكلفة، وهي إحدى الشركات التابعة للشركة القابضة لمصر للطيران التابعة لوزارة الطيران المدني، من المقرر بدء تشيغل رحلاتها خلال سنة 2022، بطائرتين من طراز بوينغ 737-800 مملوكتين لشركة مصر للطيران، تتخذ الشركة من مطار سفنكس الدولي مركزًا رئيسيًا لعملياتها، بالإضاقة إلى مطار القاهرة الدولي، مطار الغردقة الدولي، مطار شرم الشيخ الدولي، مطار الأقصر الدولي، وكان من المقرر قيامها في المرحلة الأولى بحوالي 15 رحلة طيران أسبوعيًا منتظمة وغير منتظمة من المطارات المذكورة.

## التوقف
لم تبدأ الشركة في أعمال التشغيل نهائيًا إذ أعلن وزير الطيران المدني المصري محمد عباس في أكتوبر 2022 عن إلغاء المشروع ووقف إجراءات إنشاء الشركة.